# Hedd Wyn (Film)
Hedd Wyn ist ein britisches Filmdrama von Paul Turner aus dem Jahr 1992, das überwiegend auf Walisisch gedreht wurde.

## Handlung
Beim nationalen walisischen Dichterwettbewerb Eisteddfod wird 1917 der Dichter unter dem Künstlernamen „Fleur-de-lis“ zum Sieger erklärt. Mehrfach bittet der Leiter des Wettbewerbs den Dichter, so er denn anwesend ist, aufzustehen. Gleichzeitig wird der Verfasser des Gedichts, Ellis Evans, während der Dritten Flandernschlacht schwer verwundet.
Das Jahr 1913: Farmerssohn Ellis Evans schreibt unter dem Pseudonym „Hedd Wyn“ Gedichte und nimmt an lokalen Eisteddfods teil, wobei er gerade seinen dritten Dichterstuhl gewonnen hat. Sein Traum ist jedoch der Gewinn des nationalen Wettbewerbs, wobei ihm sein Freund William Morris beim Reinschreiben der Zeilen hilft. Evans beginnt eine Beziehung zur älteren Lizzie Roberts, die als Dienstmädchen arbeitet. Er verspricht ihr die Ehe, doch kühlt ihre Beziehung ab, als der Erste Weltkrieg beginnt und Evans sich weigert, sich freiwillig zum Kriegsdienst zu melden. Er weiß, dass er keine Menschen umbringen könnte; Lizzie jedoch hält ihn für einen Feigling und beginnt eine Affäre mit einem britischen Soldaten. Auch mit der Lyrik kommt Evans nicht weiter: Das nationale Eisteddfod wird 1914 wegen des Krieges um ein Jahr verschoben.
Bei einem Kinobesuch lernt Evans die junge Jini Owen kennen; beide werden ein Paar. Mary Catherine Hughes, die Lehrerin seiner kleinen Schwester, wird zudem seine enge Freundin, mit der er sich über seine Gedichte austauschen kann. Sie ermutigt ihn, mit dem Schreiben fortzufahren, auch wenn er beim nationalen Eisteddfod 1915 für seine Arbeit kritisiert wird und keinen der vorderen Plätze erreichen kann. Als Evans’ guter Freund Griff an der Front fällt, rät Mary ihm, über den Krieg zu schreiben, da jeder, egal ob an der Front oder daheim, Erfahrungen mit dem Krieg habe.
Trotz Anfeindungen weigert sich Evans, am Krieg teilzunehmen. Lizzie gibt zu, dass er mit seiner Ablehnung des Krieges richtig lag. Sie stirbt kurz darauf an Tuberkulose und Evans widmet ihr ein Gedicht. Beim Eisteddfod 1916 erreicht Evans den zweiten Platz. Im selben Jahr wird er zwangsgemustert, da sein Vater einen seiner Söhne in den Krieg schicken muss und Evans seinen 17-jährigen Bruder Bob schützen will. Nach Ende des Trainingscamps kann Evans für kurze Zeit auf die Farm seiner Eltern zurückkehren, begibt sich mit seiner Einheit dann jedoch auf den langen Marsch nach Frankreich. Unterwegs nutzt er die Zeit, um zu schreiben. Es entsteht die lange Ode Yr Arwr (dt. Der Held), die er schließlich unter dem Pseudonym „Fleur-de-lis“ beim nationalen Eisteddfod einreichen lässt. Kurz darauf wird seine Einheit bei der Dritten Flandernschlacht an vorderster Front eingesetzt. Bei einem Sturmangriff wird Evans von einer Granate getroffen und stirbt kurz darauf im Lazarett. Seine Eltern erreicht der Brief, der den Tod des Sohnes bekannt gibt. Jini Owens erhält ein letztes Gedicht von Evans per Post, in dem er ihr seine Rückkehr nach Ende des Krieges verspricht. Einige Zeit später kommt ein Brief an, der der Familie mitteilt, dass Evans das nationale Eisteddfod gewonnen hat. Wenig später wird der reich verzierte Dichterstuhl angeliefert und im Haus der Evans’ neben den kleineren Dichterstühlen, die Evans bereits gewonnen hatte, aufgestellt.

## Produktion
Hedd Wyn basiert auf dem Leben und Tod des walisischen Dichters Ellis Evans, der unter dem Pseudonym Hedd Wyn („Weißer Frieden“) bekannt wurde. Die Dreharbeiten fanden in Wales statt. Die Kostüme schuf Celia Pye, die Filmbauten stammten von Phil Rawsthorne. Der Film wurde von Pendefig Ty Cefn und Sianel 4 Cymru (S4C) für das Fernsehen produziert und am 1. November 1992 auf S4C erstausgestrahlt. Der Film lief 1992 auch auf dem Edinburgh International Film Festival. In Deutschland erlebte der Film am 15. Juli 1996 auf dem Sender arte seine Erstausstrahlung, wobei er untertitelt gesendet wurde.

## Kritik
Für den film-dienst war Hedd Wyn eine „Künstlerbiografie, die der kulturellen Selbständigkeit Wales ein Denkmal setzt.“

## Auszeichnungen
Im Jahr 1993 gewann der Film den Preis der Royal Television Society für das beste Fernsehdrama. Im Jahr 1994 wurde der Film mit sechs BAFTA Cymru Awards ausgezeichnet, darunter in den Kategorien Beste Regie, Beste Original-Musik und Bestes Drehbuch (Walisisch). Für das Beste Make-Up erhielt der Film eine BAFTA-Cymru-Nominierung. Als britischer Beitrag wurde Hedd Wyn 1994 für einen Oscar in der Kategorie Bester fremdsprachiger Film nominiert. Es war der erste walisische Film, der eine Oscarnominierung in dieser Kategorie erhielt.